# Linus Airways
Linus Airways fue una aerolínea regional de Indonesia. Servía en aeropuertos de grandes ciudades, como Pekanbaru, Medan, Semarang, Palembang, Batam y Bandung. El nombre de la aerolínea es una abreviatura de "Lintasan Nusantara" ("puente a través del archipiélago").
La aerolínea estaba en la Lista negra de compañías aéreas de la Unión Europea.
A 27 de abril de 2009, la aerolínea decidió suspender todas sus operaciones., debido a que no contaba con ninguna aeronave.

## Flota
En 2008, Linus Airways operaba los siguientes aviones:
- 2 BAe 146-200
- 2 Boeing 737-200